# Wijken en buurten in Abcoude
De Nederlandse gemeente Abcoude is voor statistische doeleinden onderverdeeld in wijken en buurten. De gemeente is verdeeld in de volgende statistische wijken:
- Wijk 00 (CBS-wijkcode:030500)

Een statistische wijk kan bestaan uit meerdere buurten. Onderstaande tabel geeft de buurtindeling met kentallen volgens het Centraal Bureau voor de Statistiek (2008):
| CBS-buurtcode | Buurtnaam                                       | Inwonertal | Opp. totaal (ha) | Opp. land (ha) | Ligging                |
| ------------- | ----------------------------------------------- | ---------- | ---------------- | -------------- | ---------------------- |
| BU03050000    | Abcoude                                         | 6740       | 266              | 256            | Locatie in de gemeente |
| BU03050001    | Verspreide huizen langs het Gein                | 40         | 65               | 61             | Locatie in de gemeente |
| BU03050002    | Verspreide huizen langs de Winkel en Stokkelaar | 130        | 132              | 123            | Locatie in de gemeente |
| BU03050005    | Baambrugge                                      | 960        | 45               | 43             | Locatie in de gemeente |
| BU03050006    | Rijksstraatweg-Noord                            | 70         | 23               | 21             | Locatie in de gemeente |
| BU03050007    | Rijksstraatweg-Zuid en langs de Angstel         | 190        | 80               | 76             | Locatie in de gemeente |
| BU03050009    | Overige verspreide huizen                       | 560        | 2600             | 2459           | Locatie in de gemeente |